# Erwin Geschonneck
Erwin Geschonneck (Bartenstein, Kelet-Poroszország (ma: Bartoszyce, Lengyelország) 1906. december 27. – Berlin, 2008. március 12.) német színész, színházi színész és filmszínész. Az egyik leghíresebb keletnémet színész volt.

## Filmjei
- Kuhle Wampe oder Wem gehört die Welt? (1931)
- Azokban a napokban / In jenen Tagen (1947)
- Finale (1948)
- Hafenmelodie (1949)
- Die letzte Nacht (1949)
- Liebe ’47  (1949)
- Der Biberpelz (1949)
- Hideg szív / Das Kalte Herz (1950)
- Das Beil von Wandsbek (1951)
- Schatten über den Inseln (1952)
- Kivételes törvény / Die Unbesiegbaren (1953)
- Carrar asszony puskái / Die Gewehre der Frau Carrar (1953) (TV)
- Riadó a cirkuszban / Alarm im Zirkus (1954)
- Mutter Courage und ihre Kinder (1955)
- Das Stacheltier : Das Haushaltswunder (1955)
- Das Stacheltier : Es geht um die Wurst (1955)
- Till Eulenspiegel / Les aventures de Till L’Espiègle (francia film, rend. Gérard Philipe, Joris Ivens, 1956)
- A kölni kapitány / Der Hauptmann von Köln (1956)
- Katzgraben (1957)
- Schlösser und Katen (1957)
- Der Lotterieschwede (1958)
- Rászedett udvarlók / Musterknaben (1959)
- SAS 181 antwortet nicht (1959)
- Leute mit Flügeln (1960)
- Öt töltényhüvely / Fünf Patronenhülsen (1960)
- A lelkiismeret lázadása / Gewissen in Aufruhr (1961) (tévésorozat)
- Ach du fröhliche… (1962)
- Farkasok közt védtelen / Nackt unter Wölfen (1963)
- Der Andere neben dir (1963) (TV)
- Karbid és sóska / Karbid und Sauerampfer (1963)
- Asphalt-Story (1964) (TV)
- Berlin um die Ecke (1965)
- Tiefe Furchen (1965)
- Die Ermittlung - Oratorium in 11 Gesängen (1966) (TV)
- Ein Lord am Alexanderplatz (1967)
- Geschichten jener Nacht (1967)
- Die Fahne von Kriwoj Rog (1967)
- Rendezvous mit Unbekannt (1969) (TV sorozat)
- Wir kaufen eine Feuerwehr (1970)
- Jeder stirbt für sich allein (1970) (TV sorozat)
- Sonnensucher (1972)
- Das Geheimnis der Anden (1972) (TV sorozat)
- Der Untergang der Emma (1974)
- A rendőrség száma 110 / Polizeiruf 110 (tévésorozat, 1 epizód, 1974)
- Looping (1975)
- Hazudós Jakab / Jakob, der Lügner (1975)
- Im Schlaraffenland (1975) (TV)
- Bankett / Bankett für Achilles (1975)
- Ein Wigwam für die Störche (1976) (TV)
- Die Insel der Silberreiher (1976) (TV)
- Ein Altes Modell (1976) (TV)
- Fény az akasztófán / Das Licht auf dem Galgen (1976)
- Tambari (1977)
- Anton, a varázsló / Anton der Zauberer (1978)
- A kis mozdonyvezető nagy utazása / Des kleinen Lokführers große Fahrt (1978) (TV)
- Herbstzeit (1979) (TV)
- Plantagenstraße 19 (1979) (TV)
- Ding im Schloß, Das (1979)
- Verlobung in Hullerbusch (1979) (TV)
- Asta, angyalkám / Asta, mein Engelchen (1980)
- Circus maximus (magyar film, rend. Radványi Géza, 1980)
- Levins Mühle (1980)
- Meschkas Enkel (1981) (TV)
- Looping - Der lange Traum vom kurzen Glück (1981)
- Benno macht Geschichten (1982) (TV)
- Der Mann von der Cap Arcona (1982)
- Das Graupenschloß (1982) (TV)
- Wie die Alten sungen… (1986)
- Mensch, mein Papa…! (1988)
- Matulla und Busch (1995) (TV)